# Баранько Ігор В'ячеславович
Ігор Баранько (фр. Igor Baranko, англ. Igor Baranko; 7 квітня 1970, Київ, УРСР) — український, французький та американський коміксист. Серед його найвідоміших коміксів — серії «Піфітос: щойно віднайдена незнана поема Гомера» (2001, «Pifitos: A Newly Found Unknown Poem of Homer»), «Скеггі Згуба» (2002—2003, «Skaggy the Lost»), «Імператор океану» (2003—2004, «L'Empereur-Ocean»), «Знищувач 17: Трилогія Еліси» (2003—2007, «Exterminateur 17: La Trilogie Ellis»), «Танок Часу» (2005—2006, «La Danse Du Temps»), «Максим Оса» (2008—2009, «Maxym Osa») та «Єгипетські принцеси» (2007—2011, «Les Princesses Égyptiennes»).
В оригіналі українською Баранько створив три комікси у 1993 році: «Повернення Мамая» (1993), «Святослав і вікінг» (1993), та «Мамай-змієборець. Кіква» (1993). В перекладі українською були видані наступні комікси: «Максим Оса» (2011, 2016 та 2020), «Скеггі Згуба» (2018), та «Імператор океану» (2020 під назвою «Орда»)

## Біографія

Обкладинка коміксу «Максим Оса».

Народився 7 квітня 1970 у Києві. З дитинства захоплювався образотворчим мистецтвом. Відвідував художню школу. Вперше комікси потрапили юному Бараньку до рук у 7 років — це були комікс «Про вавельського дракона і принцесу Ванду» (пол. O Smoku Wawelskim i królewnie Wandzie) польського художника Гжегожа Росинського (пол. Grzegorz Rosiński) та комікс про африканські пригоди «Корто Мальтезе» (серія «Ефіопіана», фр. Les Ethiopiques) італійського коміксиста Х'юго Пратта (італ. Hugo Pratt) французькі переклади якого друкувалися у газеті «Хуманіте» (фр. l'Humanité) Комуністичної партії Франції й потрапили до рук Баранька. Графічний стиль обох авторів - і Росинськогоі Пратта - мали надзвичайно глибокий вплив на юного Баранька.
Після закінчення художньої школи у 1988 році, два роки проходив строкову службу у радянській армії, навчився маршувати та ненавидіти усі армії всесвіту. Після демобілізації у 1990 році вирушив мандрувати Сибіром та Центральною Азією для медитації та самопізнанні, зокрема подорожував та жив у Бурятії, Туві, та Таджикистані. Ці мандри сформували світогляд Баранька та пізніше відтворилися у його мистецькій творчості.
У 1991 році Баранько повернувся до України і почав активну художню кар'єру. У 1991 році у одній з українських газет було надруковано його ілюстрацію до оповідання американського детективіста 1930-х років Дешилла Геметта. У 1993 році вийшло кілька українських коміксів Баранька, зокрема «Повернення Мамая», «Святослав та вікінг», та «Мамай-змієборець. Кіква». Аби пробитися у комікс-індустрію, Баранько розсилав свої роботи в усі відомі європейські видавництва й певні успіхи він таки мав. Зокрема, комікс-стрічку «Небезпека» з циклу «Шизоїди» надруковано у листопаді 1997 у словенському фензині «Стріпбурек» у спецвипуску «Комікси за проіржавілою Залізною завісою», присвяченому східноєвропейським коміксам. Перше ж комерційне замовлення на комікс закордоном було у 1998 році з Ісландії, але видати комікс (робота над яким була завершена) так і не вдалося оскільки ісландського замовника звільнили.
У 1999 році виграв зелену картку США й наступного року переїхав жити та працювати в Америку. У 2000 починає працювати у Лос-Анджелесі як коміксист. Пізніше Баранько зізнався що робити кар'єру коміксиста в Америці йому було дуже непросто: «більшість комікс-видавництв скаржилися що мій стиль „занадто європейський“». Серед оригінальних коміксів Баранька, які вийшли в США найвідомішими є «Піфітос: Щойно знайдена невідома поема Гомера» (2001, «Pifitos: A Newly Found Unknown Poem of Homer» та «Скеггі Згуба» (2002—2003, «Skaggy the Lost») що вийшли в американському видавництві SLG Publishing. До цього як «Піфітос» так і «Скеггі Згуба» вже виходили в польському перекладі у 1999—2001 роках в польському журналі коміксів AQQ.
У 2003 році на Сан-Дієгському КоміКоні зустрів представників французького видавництва Les Humanoïdes Associés, представники якого нещодавно відкрили своє представництво в США у 1998 році, й відтоді розпочинається співробітництво Баранька з цим відомим видавництвом. У цей період Баранько розпочав співпрацю з відомими коміксистами з Франції: Алехандро Ходоровським, Жаном-П'єром Доне, та Енкі Білалом й у 2003—2011 роках у видавництві Les Humanoïdes Associés виходять найвідоміші комікси Баранька: «Імператор океану» (2003—2004, «L'Empereur-Ocean»), «Знищувач 17: Трилогія Еліси» (2003—2007, «Exterminateur 17: La Trilogie Ellis»), «Танок Часу» (2005—2006, «La Danse Du Temps») та «Єгипетські принцеси» (2007—2011, «Les Princesses Égyptiennes»). У бельгійському видавництві Joker-Horizont вийшов культовий комікс Баранька «Максим Оса» (2008—2009, «Maxym Osa»).
Після трьох років проживання в США та професійного становлення як коміксист у 2004 році повернувся в Україну. У 2011 році нагороджений дипломом Ukraine-Europe-2011, щорічною відзнакою від вебпорталу Ukraine-Europe, з нагоди виходу українського перекладу коміксу «Максим Оса». У 2011 році також увійшов до складу журі українського кінофестивалю короткометражного кіно «Відкрита ніч». У тому ж 2011 році, разом з Олексієм Чебикіним та Максимом Паленком бере участь у мистецькому соціальному проекті анімаційної студії «Червоний собака» під назвою «Стрічка Мьобіуса», що мав на меті віддати пошану й данину класику французькому коміксисту Жану Жиру, відомого під псевдонімом Мьобіус.
У цей період бере активну участь у популяризації коміксів в Росії, зокрема як лектор бере участь у різноманітних російських заходах присвячених мальованим історіям. У 2009 та 2011 році на фестивалі коміксів у Росії «Комміссія» Баранько отримує нагороди Гран-сценаріо (за комікс «Шпигунські мережі») та Альбом Року (за комікс «Максим Оса»). У грудні 2011 року у Москві Баранько провів телеконференцію-лекцію про комікси та вперше представив свій новий комікс «Епсилон» у «Комікс центрі візуального мистецтва російської державної бібліотеки для молоді».
У 2013 році переїхав жити та працювати у Азію в Таїланд, де разом з іншим українським коміксистом Олексієм Чебикіним та російським кришнаїтським гуру Свамі Авадгутом (Георгієм Аїстовим) працює над масштабним графічним проектом на основі індійського епосу Махабхарата.

## Твори

### Комерційні комікси

#### Комерційні комікси окремими виданнями
Комерційні комікси що були надруковані окремими виданнями та у яких Баранько був автором текстів, художником або обома заразом.
Українською
- «Повернення Мамая» (1993, додаток тернопільської газети «Молода Галичина» під назвою «Гуляй-поле») редактор тексту: Петро Путій[14]
- «Святослав і вікінг» (1993, додаток тернопільської газети «Молода Галичина» під назвою «Гуляй-поле») автор тексту: Святослав Яворівський[14]
- «Мамай-змієборець. Кіква» (1993, комікс-журнал «Молода січ») автор тексту: Святослав Яворівський, Ігор Баранько

Польською
- «1410000» та «Червоний капелюх» / «Czerwona czapka» (2010, Narodowe Centrum Kultury) автор тексту: Ґжеґож Януш[15][16][17] комікс увійшов до збірки з нагоди 600-ліття битви при Грюнвальді

Французькою
- «Вторгнення» / «L'Invasion» (2002) вперше надрукований у Métal Hurlant # 2 (135) (вересень-жовтень 2002)[18] автор тексту: Алєхандро Ходоровський
- «Імператор океану», «L'Empereur-Ocean» (2003—2004, Humanoïdes) у 2004 трилогія видана омнібусом в англ. перекладі під назвою «Орда» / «The Horde»; пізніші омнібус видання друкувались під назвою «Джихад» / «Jihad»

1. Орда / «La Horde» (2003)
2. Реінкарнація / «Réincarnation» (2003)
3. Гробниця / «Le tombeau» (2004)

- «Знищувач 17: Трилогія Еліси» / «Exterminateur 17: La Trilogie Ellis» (2003—2007, Humanoïdes) автор тексту: Жан-П'єр Доне[en]

1. «Альянс» / «L'Alliance», 2003
2. «Повернення до Еліс» / «Retour à Ellis», 2004
3. «Сльози крові» / «Les Larmes de sang», 2007

- «Танок Часу» / «La Danse Du Temps» (2005—2006, Humanoïdes) у 2011 році перевидано одним томом французькою у твердій палітурці під назвою «Шаманство» / «Chamanismes»

1. «Поцілунок змії» / «Le baiser du serpent» (2005)
2. «Зброя демонів» / «L'arme des demons» (2006)
3. «Три королеви без обличчя» / «Les trois reines sans visage» (2006)

- «Максим Оса» / «Maxym Osa» (2008—2009, Éditions Joker[fr])

1. «Людина з могили» / «L'Homme d'outre-tombe» (2008)
2. «Скарб вовкулаки» / «Le trésor du loup-garou» (2009)

- «Єгипетські принцеси» / «Les Princesses Égyptiennes» (2007—2011, Humanoïdes)

1. « Руїни Ахтетона Том. 1 — Сонячні дні» / «Les ruines d'Akhétaton Vol. 1 — Les jours ensoleillés» (2007) у 2010 році перевиданий під назвою «Єгипетські принцеси Том 1» / «Les Princesses Égyptiennes Vol. 1»
2. «Єгипетські принцеси Том 2» / «Les Princesses Égyptiennes Vol. 2» (2011)

Англійською
- «Сімсони Комікс представляє Барта Сіпсона» / «Simpsons Comics Presents Bart Simpson» (2000, Bongo Entertainment, Inc) — Баранько був пензлярем для номерів #2, #5 серії

1. «Дань Барта у зоопарку» / «Bart's Day At The Zoo» (2000, #2)
2. «Справа висячих черевиків» / «The Case Of The Hanging Shoes» (2001, #5)

- «Піфітос: Щойно знайдена невідома поема Гомера» / «Pifitos: A Newly Found Unknown Poem of Homer» (2001, SLG Publishing)
- «Інкал» / «The Incal» (2001, Humanoids Publishing) це англійський переклад французького коміксу-приквелу «Перед Інкалом» / «Avant l'Incal»: автор тексту: Алєхандро Ходоровський; автори малюнків: Зоран Яньєтов[en] / Жану Жиро; з восьми номерів серії Баранько був лише автором малюнку на обкладинці #4, #5, та #6
- «Скеггі Згуба» / «Skaggy the Lost» (2002—2003, SLG Publishing) — у чотирьох частинах (у 2005 перевидано одним томом англійською у твердій палітурці під назвою «Skaggy the Lost»)

РосійськоюБільшість з наступних комікс-історій російською ніколи не видавалися окремими виданнями й були оприлюднені у 2008—2012 роках на особистому блозі автора на baranko.blogspot.com.
- «Шизоїди» / «Шизоиды» (1996—1999)
- «Місто сплячого бога» / «Город спящего бога» (2000)
- «Троглодити» / «Троглодиты» (2008)
- «Смерть і Ямабусі» / «Смерть и Ямабуси» (2008)
- «Шпигунські мережі» / «Шпионские сети» (2009)
- «Чарівний степ» / «Магическая степь» (2016)

#### Комерційні комікси в журналах
- журнал «Stripburek», (1997—2001, Словенія)[6][19]
  - Stripburger Special Issue: Stripburek, Comics from behind the rusty iron curtain (1997)
  - Stripburger Special Issue: Stripburek, Comics from the other Europe (2001)
- журнал «AQQ», (1999—2000, Польща)
  - Скеггі Згуба (частина перша, епізод перший) / Skaggy Zaginiony (część pierwsza, odcinek pierwszi): «AQQ» #18 (2/1999)[20]
  - Скеггі Згуба (частина перша, епізод другий) / Skaggy Zaginiony (część pierwsza, odcinek drugi): «AQQ» #19 (1/2000)[21]
  - Скеггі Згуба (частина перша, епізод третій) / Skaggy Zaginiony (część pierwsza, odcinek treti): «AQQ» #20 (2/2000)[22]
  - Піфітос (частина перша) / Pifitiada (część pierwsza): «AQQ» #21 (3/2000)[23]
  - Піфітос (частина друга) / Pifitiada (część druga): «AQQ» #22 (1/2001)[24]
  - Піфітос (частина третя) / Pifitiada (część tretia): «AQQ» #23 (2/2001)[25]
  - Піфітос (частина четверта) / Pifitiada (część chetverta): «AQQ» #24 (3/2001)[26]
  - Піфітос (частина п'ята) / Pifitiada (część piata): «AQQ» #25 (4/2001)[27]
  - Піфітос (частина шоста) / Pifitiada (część szosta): «AQQ» #26 (1/2002)[28]
  - Піфітос (частина сьома) / Pifitiada (część sioma): «AQQ» #27 (2/2002)[29]
- журнал «Busty Beauties» (2000, США)[30]
- журнал «Metal Hurlant», (2002, США)
  - «Вторгнення» / «L'Invasion»: «Métal Hurlant» #135 (2002)[31]
- журнал «Aargh!» (2004—2014, Чехія)[32]
  - Любий читачу / Drahý čtenáři: «Aargh!» #2 (2004)
  - Близькі контакти нового типу / Blízké setkání snového druhu: «Aargh!» #3 (2004)
  - Коли ніхто не дивиться / Když se nikdo nedívá: «Aargh!» #4 (2004)
  - У колі ворогів / V nepřátelském obklíčení: «Aargh!» #5 (2004)
  - Юра / Jura: «Aargh!» #5.5 (2005)
  - Райське / Nebešťané: «Aargh!» #6 (2006)
  - Гаврон / Havraní: «Aargh!» Havraní speciál (2009)[33]
  - Право бути деревом / Právo být stromem: «Aargh!» #10 (2011)
  - Полювання на відьму в українському степу / Lov divoženek na ukrajinské stepi: «Aargh!» #11 (2012)
  - Моя батьківщина / Má rodná zem: «Aargh!» #12 (2013)
  - Епсилон / Epsilon: «Aargh!» #13 (2014)
- журнал «Cyrkielnia», (2009, Польща)[34]
  - Коли ніхто не дивиться / Kiedy nikt nie patrzy: #119 (2009)
- журнал «Komiksfest!» 2010 (2010, Чехія)[32]
  - Вторгнення / Invaze: «Komiksfest! 2010» (2010)
- журнал «Чёрным по белому», (2010, Україна)
  - Ілюстрація на обкладинці: «Чёрным по белому» #1 (2010)
- журнал «Чёрный Лев», (2016, Україна)
  - Чарівний степ / Магическая степь: «Чёрный Лев» № 3, (2016)
  - Право бути деревом / Право быть деревом: «Чёрный Лев» № 5, (2016)

### Некомерційні комікси
- «Расова гордість. Нудна історія» / «Racial pride. A boring story» (2011, Росія) — соціальний комікс для російського НУО «Respect». Комікс вийшов російською, англійською, німецькою, арабською та гебрейською мовами.[35][36][37][38][39]

## Ілюстрації до книг
- Зіркові історії успіху (2010), Львів, Україна ISBN 978-966-2909-59-3

## Нагороди
- III-тє місце. За комікс «У колі ворогів» (пол. «Otoczony przez wrogów»). Міжнародний фестиваль коміксів у місті Лодзь (1999). Польща[20][40][41]
- Гран-сценаріо. За комікс «Шпигунські мережі» (рос. «Шпионские сети»). Московський міжнародний фестиваль мальованих історій ім. Наталії Монастирьової. «Комміссія»[ru] (2009). Росія[11]
- Альбом Року. За комікс «Максим Оса» (рос. «Максим Оса»). Московський міжнародний фестиваль мальованих історій ім. Наталії Монастирьової. «Комміссія»[ru] (2011). Росія[11]
- Дипломом Ukraine-Europe. З нагоди виходу коміксу «Максим Оса» у перекладі українською мовою. «Perspectives-ukrainiennes» (2011). Україна[9]

## Екранізації робіт
- «Максим Оса та золото Песиголовця» — повнометражний художній фільм.

## Переклади українською
Максим Оса
- Ігор Баранько. «Максим Оса». Переклад з російської: не вказано. Одеса: Євгеніос, 2011. 96 стор.[42]
  - (передрук) Ігор Баранько. «Максим Оса». Переклад з російської: не вказано. Миколаїв: Asgardian Comix, 2016. 96 стор. ISBN 978-966-1517-03-4[43]
- Ігор Баранько. «Максим Оса». Переклад з російської: Олена Лісевич.[44] Львів: UAComix; RedRoomComix, 2020. 96 стор. ISBN 978-617-7595-73-0[45][46][47]

Імператор океану / Джихад / Орда
- Ігор Баранько. «Орда». Переклад з російської: Олена Лісевич. Київ: Vovkulaka, 2020. 144 стор. ISBN 978-617-7782-13-0[48]

Скеггі Згуба
- Ігор Баранько. «Скеггі Згуба». Переклад з російської: не вказано. Чернігів: Чьорним па Бєламу, 2018. 165 стор. ISBN 978-617-7599-84-4